# Иосиф Карл Австрийский
Иосиф Карл Людвиг Австрийский (нем. Joseph Karl Ludwig von Österreich; 2 марта 1833, Прессбург — 13 июня 1905) — представитель династии Габсбург-Лотарингских . Второй сын эрцгерцога Иосифа Австрийского, палатина Венгрии, седьмого сына императора Священной Римской империи Леопольда ІІ.
Как и многие другие младшие члены императорской семьи, эрцгерцог Иосиф Карл вступил в армию. Он стал генерал-майором австрийской армии в 1860 году. В 1867 году он стал палатином Венгрии после смерти своего бездетного сводного брата Стефана, хотя пост к тому времени стал символическим.

## Брак и дети
12 мая 1864 года в Кобурге эрцгерцог Иосиф женился на принцессе Клотильде Саксен-Кобург-Готской (1846—1927), старшей дочери принца Августа Саксен-Кобург-Готского и Клементины Орлеанской. У них было семеро детей:
- Елизавета Мария Амалия Клементина Клотильда, эрцгерцогиня Австрийская (18 марта 1865 — 7 января 1866)
- Мария Доротея Австрийская (14 июня 1867 — 6 апреля 1932)
- Клементина Маргарита Австрийская (6 июля 1870 — 2 мая 1955)
- Иосиф Август Австрийский (9 августа 1872 — 6 июля 1962 года)
- Ласло Филипп Мария Винсент, эрцгерцог Австрийский (16 июля 1875 — 6 сентября 1895)
- Мария Елизавета Клотильда Виктория Генриетта, эрцгерцогиня Австрийская (9 марта 1883—8 февраля 1958)
- Мария Амалия Клотильда Филомена Райнера, эрцгерцогиня Австрийская (9 мая 1884 — 14 декабря 1903)